# Bon-chrétien
Pour les articles homonymes, voir Chrétien (homonymie).
Un bon-chrétien (masculin) ou, de façon manifestement désuète, une poire de bon-chrétien est le nom donné à différentes variétés de grosses poires.

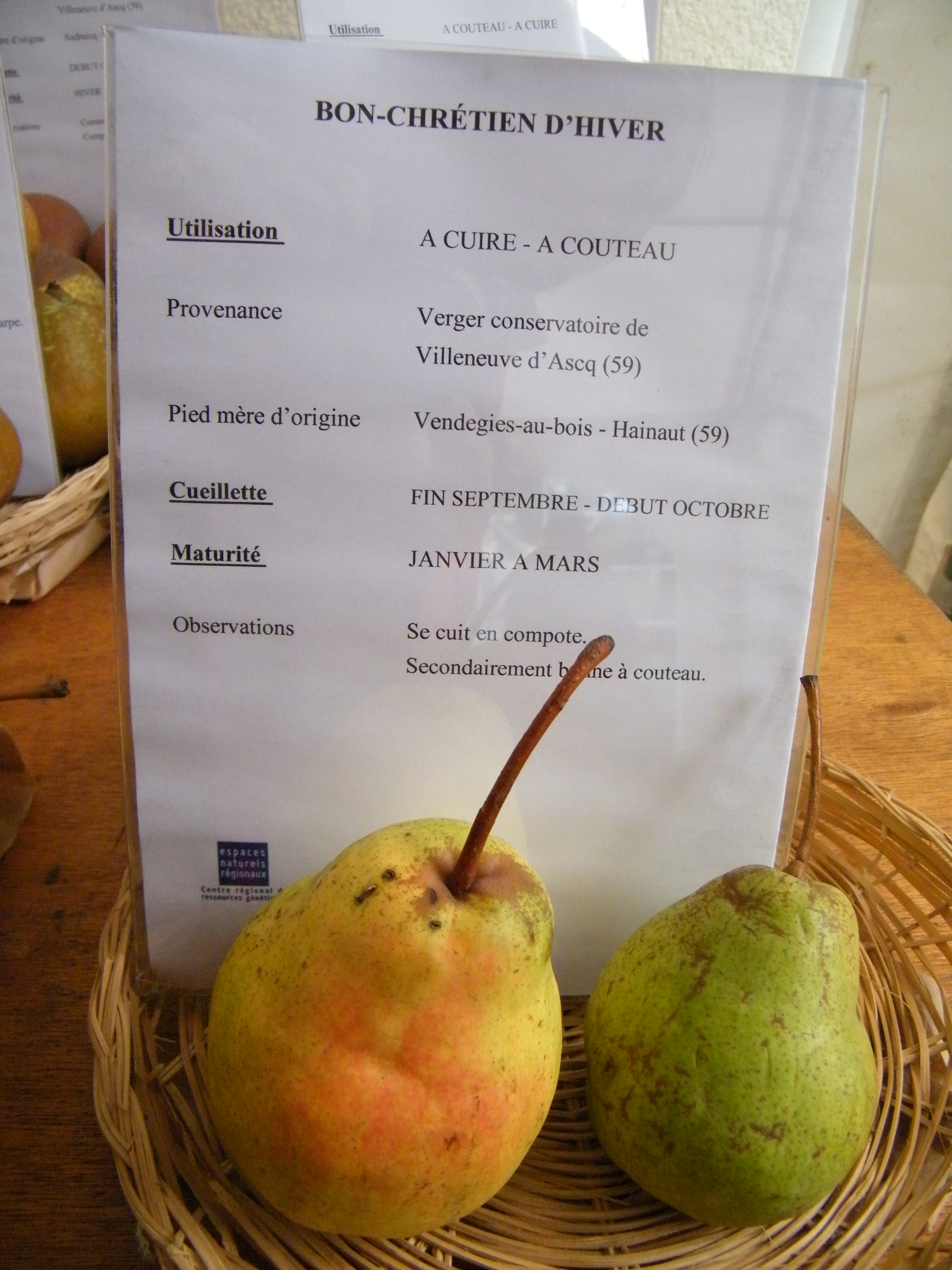
Bon-Chrétien d'Hiver.

## Orthographe et étymologie

### Pluriel
Le pluriel de « un bon-chrétien » est « des bons-chrétiens » ou, de façon manifestement désuète, « des bon-chrétien ». Le pluriel de « poire de bon-chrétien » est classiquement « des poires de bon-chrétien ».

### Étymologie
Il s’agit peut-être de l’adaptation au XVe siècle du latin médiéval « poma panchresta », « fruit utile à tout », du grec pankhrêstos, « utile à tout ».

## Variétés
On trouve dans ce groupe de nombreuses variétés telles que :
- Bon-chrétien Bonnamour ;
- Bon-chrétien d'été ;
- Bon-chrétien d'hiver ;
- Bon-chrétien Williams.